# Margarita Hernández Flores
Margarita Hernández Flores (Toluca, Estat de Mèxic, 3 de desembre de 1985) és una corredora de llarga distància i maratoniana mexicana. Va ser medallista en la marató dels XXII Jocs Centreamericans i del Carib, celebrats a Veracruz el 2014.
Margarita Hernández Flores forma part dels equips d'atletisme de la Universitat Autònoma de l'Estat de Mèxic (UAEM), a les ordres del seu entrenador, José Socorro Neri Valenzuela. Després d'obtenir un temps de 2:29'53" a la Marató de Houston i quedar en quarta posició, va aconseguir classificar-se per participar en els Jocs Olímpics de Rio de 2016.
L'esportista de la UAEM, que va ser medallista a la marató dels Jocs Centreamericans de Veracruz de 2014, amb un temps de 2:41'16", també, va ser seleccionada en els Jocs Panamericans de Toronto de 2015, on, amb un temps de 2:41'57", va superar, amb molta diferència, la seva anterior millor marca, que era 2:51'01", i també, la marca exigida per assistir a Brasil, que era de 2:35'00" per a dones.
Hernández va participar en la prova de 10 mil metres femenins a la "Payton Jordan Invitational" celebrada a la Universitat Stanford a San Francisco, Califòrnia, als Estats Units, aconseguint un temps de 32:11'04" i el segon lloc a la prova, només darrere de la sueca Sara Lahti que va fer un temps de 31:54'87". Amb aquest temps, l'atleta de la Universitat Autònoma de l'Estat de Mèxic superà el requisit de la International Association of Athletics Federation (IAAF) de 32:15'00" per anar a Jocs Olímpics Rio 2016. Destaca, també, la seva tercera posició en la XXX Edició de la Mitja Marató Internacional de Guadalajara (Mèxic).

## Millors marques personals
| Prova          | Temps    | Posició | Data                | Prova                             | Lloc de celebració                            |
| -------------- | -------- | ------- | ------------------- | --------------------------------- | --------------------------------------------- |
| 1.500 m.       | 4:25.82  | 2a      | 27 d'abril de 2012  | Universiada Nacional de Mèxic     | Municipi de Xalapa, Estat de Veracruz, Mèxic  |
| 5.000 m.       | 15:37.62 | 4a      | 15 d'abril de 2016  | Mt SAC Antonio College Relays     | Norwalk, Califòrnia, Estats Units             |
| 10.000 m.      | 32:11.04 | 2a      | 1 de maig de 2016   | Payton Jordan Invitational        | Stanford, Palo Alto, Califòrnia, Estats Units |
| 10 km. en Ruta | 34:27    |         | 24 de juny de 2012  | BAA 10K                           | Boston, Estats Units                          |
| Mitja Marató   | 1:11:56  | 22a     | 26 de març de 2016  | Campionat Mundial de Mitja Marató | Cardiff, Regne Unit                           |
| Marató         | 2:29:57  | 4a      | 17 de gener de 2016 | Marató de Houston                 | Houston, Texas, Estats Units                  |

## Millors marques en Marató[10][11]
| Prova                                     | Lloc de celebració           | Temps   | Posició | Data                   |
| ----------------------------------------- | ---------------------------- | ------- | ------- | ---------------------- |
| Marató de Houston                         | Houston, Texas, Estats Units | 2:29:57 | 4a      | 17 de gener de 2016    |
| XXII Jocs Centreamericans i del Carib     | Veracruz, Mèxic              | 2:41:16 | 1a      | 30 de novembre de 2014 |
| XVII Jocs Panamericans                    | Toronto, Canadà              | 2:41:57 | 5a      | 18 de juliol de 2015   |
| Marató Selectiu dels Jocs Centroemericans | Veracruz, Mèxic              | 2:51:01 | 1a      | 24 de maig de 2014     |